# Blir du ledsen om jag dör?
Blir du ledsen om jag dör? är en bok av Nicolas Lunabba som gavs ut 2022. Boken är självbiografisk men vissa saker är ändrade för att skydda inblandade personer.

## Handling
Nicolas, eller Nico, är baskettränare, och via basketen får han kontakt med många barn med trassliga förhållanden och riskbeteende. Boken handlar om vad som händer när ett av dessa barn, Elijah, mot Nicos vilja flyttar in hos honom vilket kommer att förändra allt för båda två.